# Sułtani Selangoru

## Królowie Selangoru
- Daing Celak (król (radża, jang di-pertuan) Selangoru 1740/2–1745)
- Zależność od Peraku 1740–1766

## Sułtani Selangoru
- Salah ad-Din Szach (Radża Lumu) (1745–1778; sułtan od 1766) [syn]
- Ibrahim Szach (1778–1826) [syn]
- Okupacja holenderska 1784–1795
- Muhammad Szach (1826–1857) [syn]
- Abd as-Samad Szach (1857–1898; regencja 1857–1859) [wnuk]
- Protektorat brytyjski 1874–1957
- Ala ad-Din Sulajman Szach (1898–1938) [prawnuk Muhammada]
- Tuanku Hisam ad-Din Alam Szach (1938–1942; usunięty) [syn]
- Musa Gijat ad-Din Riajat Szach (1942–1945; usunięty, zmarł 1955) [brat]
- Tuanku Hiszam ad-Din Alam Szach (drugie panowanie 1945–1960)

| # | Imię                      |          | Lata życia                         | Lata życia                     | Czas rządów       | Czas rządów       | Rodzice                                 |
| # | Imię                      | Urodzony | Zmarł                              | Od                             | Do                |                   | Rodzice                                 |
| - | ------------------------- | -------- | ---------------------------------- | ------------------------------ | ----------------- | ----------------- | --------------------------------------- |
| 8 | Salahuddin                |          | 8 marca 1928 Istana Bandar Temasya | 21 listopada 2001 Kuala Lumpur | 3 września 1960   | 21 listopada 2001 | Hisamuddin Cik Puan Hasnah Binti Pilong |
| 9 | Szaraf ad-Din Idrys Szach |          | 24 grudnia 1945 Selangor           |                                | 21 listopada 2001 |                   | Salahuddin Saidatul Ihsan binti Raja    |